# Travel to Romantis
«Travel to Romantis» — третий сингл с альбома Flowers шведской поп-группы Ace of Base. Песня была выпущена 16 ноября 1998 года в Германии и Скандинавии. В России песня заняла 3-е место в чарте.

## Критика
Квентин Харрисон из Albumism написал в своем ретроспективном обзоре Flowers, что группа создает мир печали и эскапизма для слушателей с помощью таких песен, как «Travel to Romantis».

## Клип
Для продвижения сингла было снято музыкальное видео. Режиссёром выступил Энди Нойманн. Линн Берггрен появилась на видео, однако всего на несколько секунд.

## Трек-лист
Scandinavia
CD single
1. Travel to Romantis
2. Whenever You’re Near Me (Previously Unreleased) 3:32

Maxi CD
1. Travel to Romantis (Album Version) 4:11
2. Travel to Romantis (Josef Larossi Mix) 5:33
3. Travel to Romantis (Love to Infinity Mix) 7:22
4. Whenever You’re Near Me (Previously Unreleased) 3:32

Germany
CD single
1. Travel to Romantis
2. Whenever You’re Near Me (Previously Unreleased) 3:32

Maxi CD
1. Travel to Romantis 4:11
2. Cruel Summer (Cutfather & Joe Mix) 3:33
3. The Sign 3:10
4. Beautiful Life 3:40
5. Whenever You’re Near Me (Previously Unreleased) 3:32

## Чарты
| Чарт(1998)                       | Высшая позиция |
| -------------------------------- | -------------- |
| Германия (GfK)                   | 61             |
| MTV Chile                        | 5              |
| MTV Nordic Top 5                 | 5              |
| Romania (Romanian Singles Chart) | 13             |
| Russia (Russian Singles Chart)   | 3              |